# 豐浦噴火灣停車區
豐浦噴火灣停车区（平假名：とようらふんかわんパーキングエリア）是位於北海道虻田郡豐浦町的道央自動車道之停车区，接連噴火灣展望公園。由東日本高速公路管理。

## 連接道路
- 道央自動車道

## 历史
- 1997年10月22日 - 停车区啟用。

## 停车区設施
- 上行線（長萬部、函館方向）[2]
  - 停車場
    - 小型車：10台
    - 大型車：7台
    - 有殘疾人士車位

  - 廁所
    - 男士 大型2（和式1、西式1）、小型5
    - 女士 7（和式2、西式5）
      - 與男童共用 1

    - 輪椅人士專用 1
- 下行線（室蘭、札幌方向）
  - 停車場
    - 小型車：10台
    - 大型車：7台
    - 有殘疾人士車位

  - 廁所
    - 男士 大型2（和式1、西式1）、小型5
    - 女士 7（和式2、西式4）
      - 與男童共用 1

    - 輪椅人士專用 1
- 公路綠州
  - 瞭望塔
  - 高爾夫球場公園（停業中）
  - 漫步徑

## 鄰近設施
道央自動車道
(14)豐浦IC - 豐浦噴火灣停车区 - (13-1)虻田洞爺湖臨時出入口 - (13)虻田洞爺湖IC

## 相關項目
- 日本服務區與休息區一覽

## 外部連結
- 東日本高速道路株式會社（页面存档备份，存于）
  - e-NEXCO服務區與休息區情報
- 北海道開發局（页面存档备份，存于）